# Plateumaris nitida
Plateumaris nitida är en skalbaggsart som först beskrevs av Ernst Friedrich Germar 1811.  Plateumaris nitida ingår i släktet Plateumaris och familjen bladbaggar. Inga underarter finns listade i Catalogue of Life.